# Mizuho Nishikubo
 (avril 2016).
Si vous disposez d'ouvrages ou d'articles de référence ou si vous connaissez des sites web de qualité traitant du thème abordé ici, merci de compléter l'article en donnant les références utiles à sa vérifiabilité et en les liant à la section « Notes et références ».
Mizuho Nishikubo (西久保 瑞穂, Nishikubo Mizuho), de son vrai nom Toshihiko Nishikubo (西久保 利彦, Nishikubo Toshihiko), né le 15 janvier 1953, est un réalisateur japonais. Il est notamment connu pour son long métrage L'Île de Giovanni, qui a remporté le prix de la Mention du jury au Festival international du film d'animation d'Annecy 2014.

## Biographie
Il est marié à l'actrice de doublage japonaise Yūko Mizutani.

## Filmographie sélective

### Longs métrages
- 1986 : California Crisis
- 1987 : L'Histoire du démon numérique
- 2006 : Atagoal wa neko no mori (アタゴオルは猫の森?)
- 2009 : Musashi: The Dream of the Last Samurai
- 2014 : L'Île de Giovanni

### Séries TV
- 1974 : Tentomushi no uta
- 1977 : Ippatsu Kanta-kun
- 1978-1980 : Kagaku ninja tai Gatchaman
- 1980 : Lady Oscar
- 1983 : Salut les filles
- 1984 : Machikado no meruhen
- 1987 : Akai kōdan zillion
- 1992 : Denei shōjo ai
- 2004 : Otogi zōshi[2]